# Rashid Sumaila
Rashid Sumaila (Cape Coast, 18 de dezembro de 1992), é um futebolista profissional ganês que atua como zagueiro. Atualmente, joga pelo  Qadsia SC.

## Títulos

### Gana
- All-Africa Games: Medalha de ouro 2011

### Individual
- Ghana Football Association
- Prêmio de Melhor defensor de Gana (1): 2010–11